# Deadly Advice
Deadly Advice és una pel·lícula de comèdia dramàtica britànica del 1994 dirigida per Mandie Fletcher i protagonitzada per Jane Horrocks, Brenda Fricker i Edward Woodward.

## Argument
Les filles d'una mare dominant aspiren a alliberar-se del seu control i formar vincles romàntics.

## Repartiment
- Jane Horrocks... Jodie Greenwood
- Brenda Fricker... Iris Greenwood
- Imelda Staunton... Beth Greenwood
- Jonathan Pryce... Dr. Ted Philips
- Edward Woodward... Maj. Herbert Armstrong
- Billie Whitelaw... Kate Webster
- Hywel Bennett... Dr. Crippen
- Jonathan Hyde... George Joseph Smith
- John Mills... Jack l'esbudellador
- Ian Abbey... Bunny
- Eleanor Bron... Jutge
- Roger Frost... Rev. Horace Cotton
- Gareth Gwyn-Jones... Mr. Smethurst
- Richard Moore... Constable Dickman
- Alice Burrows... Joyce Cream

## Premis
Va formar part de la selecció oficial del XXVII Festival Internacional de Cinema Fantàstic de Sitges, on Jane Horrocks va guanyar el Premi a la millor actriu.